# Bóg nie gra w kości
Bóg nie gra w kości – trzeci studyjny album polskiego rapera Małpy, będący jednocześnie jego czwartym albumem solowym. Wydawnictwo ukazało się 29 kwietnia 2022 roku nakładem wytwórni Proximite.
W ramach promocji zostały zrealizowane teledyski do utworów „Drogi dres”, „Najlepsze przed nami”, „Mech” i „Pamiętaj kto 2”.
Nagrania dotarły do 1. miejsca zestawienia OLiS. 3 kwietnia 2024 roku album uzyskał status złotej płyty.

## Lista utworów

### CD
Opracowano na podstawie materiału źródłowego.
1. „Kundel” (produkcja: Steve Nash, Małpa) – 3:52
2. „Próg” (produkcja: The Returners, Małpa; scratche: The Returners; gitara: Sławomir Kosiński) – 3:01
3. „Najlepsze przed nami” (produkcja: Steve Nash; gitara: Sławomir Kosiński) – 3:46
4. „Na moim zegarku” (produkcja: The Returners, Małpa) – 3:37
5. „Drogi dres” (produkcja, scratche: The Returners) – 3:21
6. „Pamiętaj kto 2” (produkcja: Czarny HIFI; scratche: The Returners) – 3:18
7. „Mech” (produkcja: The Returners, Małpa) – 4:15
8. „Jesienna dziewczyna” (produkcja: Steve Nash, Małpa) – 4:01
9. „Nie żałuję” (produkcja: Czarny HIFI) – 3:08
10. „Dzikie koty” (produkcja: The Returners) – 3:27
11. „Tatuaże” (produkcja: Czarny HIFI) – 4:25
12. „Abort” (produkcja: The Returners, Małpa) – 4:12
13. „Raz dla sportu, raz dla sztuki” (produkcja: Steve Nash) – 3:42

### Winyl
Opracowano na podstawie materiału źródłowego.
LP 1

Strona A
1. „Kundel” (produkcja: Steve Nash, Małpa) – 3:52
2. „Próg” (produkcja: The Returners, Małpa; scratche: The Returners; gitara: Sławomir Kosiński) – 3:01
3. „Najlepsze przed nami” (produkcja: Steve Nash; gitara: Sławomir Kosiński) – 3:46
4. „Na moim zegarku” (produkcja: The Returners, Małpa) – 3:37

Strona B
1. „Drogi dres” (produkcja, scratche: The Returners) – 3:21
2. „Pamiętaj kto 2” (produkcja: Czarny HIFI; scratche: The Returners) – 3:18
3. „Mech” (produkcja: The Returners, Małpa) – 4:15

LP 2

Strona C
1. „Jesienna dziewczyna” (produkcja: Steve Nash, Małpa) – 4:01
2. „Nie żałuję” (produkcja: Czarny HIFI) – 3:08
3. „Dzikie koty” (produkcja: The Returners) – 3:27

Strona D
1. „Tatuaże” (produkcja: Czarny HIFI) – 4:25
2. „Abort” (produkcja: The Returners, Małpa) – 4:12
3. „Raz dla sportu, raz dla sztuki” (produkcja: Steve Nash) – 3:42

## Lost tapes
Minialbum dodawany w opcji preorderu jako dodatek do płyty Bóg nie gra w kości. Zawiera wcześniej nieopublikowane utwory z lat 2010–2015.

### Lista utworów
Opracowano na podstawie materiału źródłowego.
1. „Niosę to” (produkcja: Joter) – 2:25
2. „Fotel” (produkcja: Joter) – 2:09
3. „Głupi, zły i brzydki” (produkcja: O.S.T.R.) – 2:10
4. „Jednego serca” (produkcja: O.S.T.R.) – 2:30
5. „Moja Małpa” (produkcja: The Returners) – 5:25
6. „Niosę to (Remix)” (produkcja: The Returners) – 2:25